# Еудженіо Енке
Еудженіо Енке (італ. Eugenio Henke, 15 листопада 1909, Генуя - 4 лютого 1990, Рим) — італійський адмірал та політик, начальник генерального штабу збройних сил Італії протягом 1972-1975 років.

## Біографія
Еудженіо Енке народився 15 листопада 1909 року в Генуї. У 1926 році вступив до Військово-морської академії в Ліворно, яку закінчив у 1931 році у званні гардемарина. Ніс службу на борту есмінця «Леоне» та лінкора «Конте ді Кавур».

### Друга світова війна
На момент вступу Італії у Другу світову війну у званні лейтенанта був заступником командира есмінцем «Віченцо Джоберті», на борту якого взяв участь у 40 походах та 16 ескортних місіях. Зокрема, брав участь в битві біля Пунта Стіло, бою біля мису Спартівенто та бою біля мису Матапан.
Потім командував міноносцем «Орса», 10 березня 1942 року отримав звання капітана III рангу.
За участь у бойових діях був нагороджений двома срібними та шістьма бронзовими медалями «За військову доблесть», а також хрестом «За військову доблесть».
На момент капітуляції Італії перебував у Ла-Спеції, де був ад'ютантом адмірала Федеріко Мартіненго. Із наближенням німецьких загонів Федеріко Мартіненго вирішив прориватись до портів під контролем союзників. Два торпедні човни («VAS 235» під командуванням Еудженіо Енке та «VAS 234» під командуванням Федеріко Мартіненго) покинули порт, але поблизу острова Горгона були перехоплені німецькими тральщиками «R212» і «R215». Після того, як італійці відмовились зупинитись, німці відкрили вогонь. Італійці у свою чергу теж відкрили вогонь, уразивши ворожі кораблі. Під час бою адмірал Федеріко Мартіненго був смертельно поранений, а «VAS 234» зазнав серозних пошкоджень, був залишений екіпажем і згодом вибухнув. «VAS 235» під командуванням Еудженіо Енке підібрав вцілілих моряків і зумів дістатись до Порто-Торрес. За цей бій Еудженіо Енке був нагороджений другою срібною медаллю «За військову доблесть».
Згодом був призначений командиром мисливця за підводними човнами «Сант-Альфоно», потім ніс службу у вищому командуванні торпедних катерів, де був начальником служби підготовки особового складу.

### Післявоєнний період
Після закінчення війни Еудженіо Енке продовжив службу у флоті. У 1948 році він отримав звання капітана II рангу.
У 1951 році призначений командувачем 1-ї навчальної ескадри корветів. У 1953 році був переведений до Риму, де ніс службу у Міністерстві оборони Італії. У 1954 році отримав звання капітана I рангу. Ніс службу в департаменті генерального секретар флоту. У 1960 році отримав звання контрадмірала, у 1964 році - дивізійного адмірала.
У 1965 році призначений начальником штабу оперативних сил флоту та командувачем 4-ї морської дивізії.
З 1966 року по 1970 рік Еудженіо Енке очолював секретну службу «Servizio informazioni difesa» (SID). 
З 1970 по 1972 рік був командувачем військово-морських сил НАТО у центральному Середземномор'ї та південній Європі.
З 1972 по 1975 рік був начальником генерального штабу збройних сил Італії - першим адміралом на цій посаді.
Еудженіо Енке неодноразово викликався судом для дачі свідчень у різних розслідуваннях, таких як «заколот Боргезе», «нафтовий скандал» 1974 року, до якого був причетний командир Guardia di Finanza Раффаеле Джудіче, а також у розслідуванні щодо вбивства журналіста Міно Пекореллі. У квітні 1989 року його судили за те, що він сприяв приховуванню правди про літак спецслужб, який розбився в Маргері восени 1973 року, оскільки це був не нещасний випадок, а акт саботажу, здійснений ізраїльським Моссадом як помста за звільнення деяких арабських терористів.
Помер 4 лютого 1990 року у Римі.

## Нагороди
- Срібна медаль «За військову доблесть» (двічі)
- Бронзова медаль «За військову доблесть» (шість разів)
- Хрест «За військову доблесть»
- Хрест «За військові заслуги»
- Кавалер Великого хреста Ордена «За заслуги перед Італійською Республікою»
- Маврикіанська медаль заслуг за 10 п'ятиліть бездоганної військової кар'єри
- Золотий хрест за вислугу років
- Почесна медаль за довголітнє судноводіння
- Пам'ятна медаль за військовий період 1940-1943